# Lledoner Pelut
Lledoner Pelut ist eine Rotweinsorte. Sie ist eine Mutation der Sorte Grenache. Im Unterschied zu dieser ist die Unterseite der Blätter stärker behaart, somit leicht pelzig, und sie ist anfälliger auf Rohfäule. Wahrscheinlich stammt sie ebenso wie Grenache aus Spanien. Sie ist im Languedoc-Roussillon verbreitet und in den Appellations-Weinen Cabrières, Caramany, Corbières, Coteaux de la Méjanelle, Coteaux de Saint Christol, Coteaux de Vérargues, Coteaux du Languedoc, Malepère (früher Côtes de la Malepère genannt), Côtes du Roussillon, Côtes du Roussillon-Villages, Faugères, Fitou, Minervois, Minervois-La-Livinière, Saint-Chinian und Saint Saturnin zugelassen.
In Frankreich waren im Jahr 2007 offiziell 458 Hektar mit Lledoner Pelut bestockt (Quelle ONIVINS). Bestände gibt es auch im spanischen Bereich Tarragona unter dem Namen Garnacha Peluda.
Siehe auch die Artikel Weinbau in Frankreich sowie Weinbau in Spanien sowie die Liste von Rebsorten.
Synonyme: Garnacha Peluda, Grenache d’Algérie, Grenache Gris, Grenache Tomenteux, Grenache Poilu, Grenache Velu, Lladoner
Abstammung: Mutation der Rebsorte Grenache

## Ampelographische Sortenmerkmale
In der Ampelographie wird der Habitus folgendermaßen beschrieben:
- Die Triebspitze ist offen. Sie ist stark weißlich behaart mit sehr leicht rötlichem Anflug. Die grünen, leicht bronzefarbenen Jungblätter sind schwach behaart.
- Die mittelgroßen Blätter sind meist fünflappig und nur mittelstark gebuchtet. Sie sind von hellgrüner Farbe und stark glänzend. Die Unterseite der Blätter ist pelzig behaart, die Stielbucht U-förmig offen. Der Blattrand ist fein gesägt, die Zähne sind im Vergleich der Rebsorten klein. Die Blattoberfläche (auch Spreite genannt) ist glatt.
- Die konusförmige Traube ist mittelgroß bis groß und dichtbeerig. Die rundlichen oder leicht ovalen Beeren sind mittelgroß und von schwarzer Farbe. Die Schale der Beere ist dick. Die Beeren sind saftig, der Saft  farblos.

Die Rebsorte treibt relativ früh aus. Bei feuchtem Wetter während der Blüte neigt der Lledoner Pelut zur Verrieselung.
Lledoner Pelut wird meist mit der Gobelet-Methode erzogen. Er ist recht resistent gegen den Echten Mehltau. Anfällig ist er gegen den Falschen Mehltau, die Eutypiose und die Rohfäule.